# Siméon Frank
Pour les articles homonymes, voir Frank.
Siméon (Simon) Frank (en russe : Семён Лю́двигович Франк, Siméon Ludvigovitch Frank) (16/28 janvier 1877, Moscou, Empire russe – 10 décembre 1950, Londres) est un philosophe russe, penseur religieux et psychologue.

## Biographie
Siméon Frank est né dans une famille d'intellectuels juifs. Son père, Ludvig Siméonovitch Frank (1844 -1882) est un médecin originaire du gouvernement de Wilna. Il déménage à Moscou au moment de l'insurrection polonaise de 1863.  Médecin militaire durant la Guerre russo-turque de 1877-1878, Ludvig Frank est décoré de l'ordre de Saint-Stanislas et anobli. En 1891, après la mort de son mari, la mère de Siméon Frank épouse en secondes noces V. L. Zak, un membre de Narodnaïa Volia. Durant ses années d'enfance, Siméon Frank a comme professeur particulier son grand-père maternel, Moïsseï Mironovitch Rossianski, qui fut dans les années 1860 l'un des fondateurs de la communauté juive de Moscou. Siméon Frank tient de lui son intérêt pour la philosophie religieuse. Parallèlement, son beau-père lui fait connaitre les travaux de démocrates russes tels que Nikolaï Mikhaïlovski, Dimitri Pissarev ou encore Piotr Lavrov. En 1892, sa famille déménage à Nijni Novgorod, où Siméon Frank termine ses études secondaires avant d’entrer à l’université de Moscou.
Dès le lycée, Siméon Frank entre en contact avec le milieu marxiste de Nijni Novgorod. C'est sous cette influence qu'il s'inscrit à la faculté de droit de l'université de Moscou. En 1899, il est arrêté et est expulsé de l'université. Peu après, il part à l'étranger, d'abord à Berlin, puis à Munich.
En 1900, Siméon Frank publie son premier ouvrage Teoria tsennosti Marxa (La Théorie des valeurs de Marx), ouvrage consacré à la critique du marxisme. En 1902, son premier travail philosophique Nietzsche i lubov k dalnimu (Nietzsche et l'amour du lointain) est publié dans l'almanach Problemy idealisma. Il participe au recueil Jalons (1909). En 1912, il se convertit au christianisme orthodoxe. En 1922, il est expulsé de la Russie soviétique sur les « bateaux des philosophes ».

## Philosophie

### L'Inconcevable
L' « Inconcevable », un des termes les plus importants attribués par Frank à l'absolu a servi de titre à l'un de ses ouvrages, paru en France en 1939. Frank distingue l'« inconcevable pour nous », compte tenu de la faiblesse et de la limitation de fait de nos facultés cognitives, de l'« inconcevable en soi », que nous ne connaissons pas et ne connaîtrons jamais (ignoramus et ignorabimus), car cela échappe par principe à la possibilité d'être appréhendé de manière univoque par une notion ou un concept,. Cette deuxième forme d'inconcevable est bien plus significative que la première et coïncide, par son contenu et son extension, avec la réalité la plus familière :
« L'inconcevable par nature ne se situe pas […] quelque part au loin ou en un lieu qui nous est caché. […] Au contraire, il est présent en toute prise de conscience de la réalité avec une évidence ultime, absolue, pour peu que nous ayons des yeux pour l'apercevoir. Ce qui est le plus familier, ce qui nous environne et nous pénètre de toutes parts, ce en quoi nous vivons, nous nous mouvons et nous sommes – la réalité en tant que telle – coïncide avec l'inconcevable. Et l'ensemble du concevable et de l'intelligible, l'ensemble de ce qui peut être appréhendé par concepts, est enraciné en lui et n'a de sens qu'en liaison avec lui. »
Dans son traité sur l'inconcevable, Frank identifie ce principe – qui est la source même de notre connaissance – à la « Divinité » ou « Déité », ou bien au « Sacré », ou plus simplement à la « réalité en tant que telle », tout en reconnaissant « l'inévitable inadéquation de chacune de ces dénominations ».

### La docte ignorance
Simon Frank rejette l'approche spéculative de l'absolu, que l'on trouve par exemple dans l'œuvre de Hegel et, parmi les philosophes russes, chez Soloviev. Il est convaincu que la seule manière d'appréhender Dieu est la docta ignorantia – la docte ignorance telle qu'elle a été définie par Nicolas de Cues. Il considère Socrate déclarant « je sais que je ne sais rien » comme le précurseur de cette attitude où l'esprit prend conscience de ses propres limites. Il remarque que tous les « mystiques faisant de la philosophie », à commencer par Nicolas de Cues, ont tenté d'exprimer l'inconcevabilité de la réalité divine pour en faire l'ultime ou la plus fondamentale des connaissances. 
La docta ignorantia de Frank ne constitue pas pour autant une approche agnostique ; elle ne signifie pas que nous ne savons absolument rien de Dieu, mais que Dieu est une réalité métalogique. Elle souligne l'absolue transcendance cognitive de Dieu, dont l'être dépasse nos possibilités d'expression permises par les concepts limitatifs qui nous sont connus. Ce n'est donc pas le discours ou le raisonnement mais l'intuition de l'unité métalogique de la réalité qui est, pour Frank, la façon la plus appropriée de pénétrer la sphère du divin.

### La coïncidence des opposés
Selon Simon Frank, l'absolu, le plus profond fondement de l'univers, est totalement simple, non complexe, et c'est pour cela qu'il ne se soumet à aucune qualification. La connaissance conceptuelle vient de la distinction de contenus particuliers à partir d'un principe qui, lui-même, précède toutes les distinctions possibles. 
Aussi, ni la voie affirmative de la théologie dogmatique, ni la voie négative de la théologie apophatique, prises séparément, ne constituent une façon appropriée d'approcher Dieu. Parce que Dieu est au-dessus et avant toutes les dénominations – et leurs négations – il ne peut être appréhendé que comme coïncidentia oppositorum (« coïncidence des opposés »), non-aliud (non-autre), comme ce dont on ne peut rien opposer. Le savoir proprement théologique a donc pour Frank, comme pour son contemporain et compatriote Paul Florensky, un caractère antinomique : il se réalise dans un jugement à la fois affirmatif et négatif, dans une contradiction qui révèle l'impossibilité d'une connaissance univoque, mais qui constitue pourtant une forme de savoir, une docte ignorance :
« L'élément d'ignorance s'y exprime précisément dans le contenu antinomique de l'assertion, alors que l'élément du docte s'y manifeste en ce que cette connaissance possède, malgré tout, la forme du jugement – entendons : la forme de deux jugements qui se contredisent mutuellement.»
Le « mono-dualisme antinomique » dont se réclame Frank signifie, dans cette perspective, que Dieu est l'union antinomique d'oppositions dichotomiques, c'est-à-dire l'union antinomique de dénominations particulières et de leurs négations. Cette compréhension du divin tend à surmonter les limites de la pensée humaine, rationnelle et abstraite, afin d'ouvrir la voie à l'intuition religieuse et à la foi.